# Пьесы (сборник)
«Пьесы» — так озаглавлен сборник пьес А. П. Чехова, впервые изданный типографией А. С. Суворина в 1897 году.

## История
Пьесы для печати в сборнике в типографию А. С. Суворина были переданы не позднее 7 октября 1896 года.
10 октября 1896 года А. П. Чехов сообщал в письме М. А. Крестовской: " Пьесы свои я печатаю в типографии Суворина, и скоро (через 1–1½ месяца) они выйдут отдельной книжкой". 
В сборнике пьесы напечатаны в следующем порядке: "Медведь". "Предложение". "Иванов". "Лебединая песня". "Трагик поневоле". "Чайка". "Дядя Ваня". В комментариях к письмам сообщается, что "на титульном листе сборника пьесы названы в другом порядке" (сравни с иллюстрацией), из чего можно сделать вывод, что в части тиража порядок пьес на титуле был нарушен. 
Но на следующий день после провала "Чайки" на сцене Александринского театра и всего через неделю после письма Крестовской Чехов в письме от 18 октября 1896 года просил А. С. Суворина: "Печатание пьес приостановите. Вчерашнего вечера я никогда не забуду <...>. В Москве ставить пьесу я не буду. Никогда я не буду ни писать пьес, ни ставить".  Публикация сборника пьес действительно была приостановлена.
Однако вскоре из Мелихова в типографию А. С. Суворина была отправлена записка следующего сдержания:
                                                                                                               Мелихово.
Пьесы мои прошу печатать в формате книги «В сумерках» или «Пёстрые рассказы».
А. Чехов.
Посылаемую пьесу «Иванов» прошу не рвать. Пьесы печатать в таком порядке:
1) Медведь.
2) Предложение.

3) Иванов.

## Состав
| № (№) | Название                                                 | Первая публикация | Первая публикация                                                                | Первая публикация | Примечания |
| № (№) | Название                                                 | Год               | Издание                                                                          | Подпись           | Примечания |
| ----- | -------------------------------------------------------- | ----------------- | -------------------------------------------------------------------------------- | ----------------- | --- |
| 1     | Медведь                                                  | 1888              | «Новое время», № 4491, 30 августа                                                | А. П.             | При подготовке сборника внесены измения. Вместо 5 явлений стало 11. Снято посвящение Н. Н. Соловцову и сделано еще несколько мелких поправок. |
| 2     | Предложение                                              | 1888              | Отдельное издание. Литография московской театральной библиотеки Е. Н. Рассохиной | А. Чехов          | При подготовке сборника внесены измения. Вместо 6 явлений стало 7. В последнем споре Натальи Степановны с Ломовым исключены повторяющиеся реплики. |
| 3     | Иванов                                                   | 1889              | «Северный вестник» № 3б с. 135-194                                               | Антон Чехов       | Первый вариант пьесы с подзаголовком "Комедия в 4-х действиях и 5 картинах" был опубликован отдельным изданием в Литографии московской театральной библиотеки Е. Н. Рассохиной в январе 1888 года (цензурное разрешение 10 декабря 1887). Переработанный вариант с подзаголовком "Драма в четырёх действиях" был опубликован в журнале «Северный вестник» в марте 1889 года                               |
| 4     | Лебединая песня (Калхас)                                 | 1887              | Сборник «Сезон», в. 1, 11 января                                                 | Ант. Чехов        | Драматический этюд написан по одноимённому рассказу, опубликованному в Петербургской газете 10 ноября 1886 г. В сборнике "Сезон" пьеса опубликована в сокращенном виде. При публикации в сборнике "Пьесы" увеличен возраст Светловидова на 10 лет, бенефис посвящен 45-летию его службы в театре. Сокращен монолог из "Отелло", и добавлены реплики и отрывок из монолога Чацкого.                        |
| 5     | Трагик поневоле (Из дачной жизни) Шутка в одном действии | 1889              | Отдельное издание Театральной библиотеки В. А. Базарова                          | Антон Чехов       | Одноактный водевиль написан в 1889 году на основе рассказа "Один из многих". В 1890 году перепечатан в Литографии московской театральной библиотеки Е. Н. Рассохиной, мае 1890 в журнале "Артист". |
| 6     | Чайка. Комедия в четырёх действиях.                      | 1896              | «Русская мысль», № 12                                                            | Антон Чехов       | При подготовке пьесы к изданию в "Русской мысли" была проведена значительная переработка. Скоращены диалоги, сведенья бытового харктера, во 2-м действии исключен рассказ о бесхозяйственности Шамравеа и многое другое. В сборнике текст отличается от журнального, кроме цензурных изъятий, дополнительной стилистической правкой. Отдельные реплики восстановлены по сравнению с журнальным вариантом. |
| 7     | Дядя Ваня                                                | 1897              | Первая публикация                                                                | Антон Чехов       | В 1889 году Чехов написал пьесу «Леший» (комедию в 4 действиях), которая была опубликована в 1890 году. Вскоре после написания «Чайки» он переработал её в новое самостоятельное произведение - пьесу «Дядя Ваня». |

## Комментарии
1. ↑  Данная записка без даты на клочке бумаги при первой публикации датировалась декабрем 1896 года[4]. В Собрании Сочинений т. 24 она предположительно датирована "19 или 20 (?) октября 1896 г." на основании письма заведующего типографией К. С. Тычинкина от 22 октября 1896 г.: «Записочку Вашу получил и немедленно передал в типографию Ваше желание»[3], хотя, скорее всего, Тычинкин говорит о записке от 18 октября 1896 года о приостановке печати после провала "Чайки". Трудно предположить, что Чехов мог доехать из Санкт-Петербурга до Мелихова за один день.